# Жаневица
Жаневица (серб. Жањевица / Žanjevica) — село в общине Гацко Республики Сербской Боснии и Герцеговины. Население составляет 21 человек по переписи 2013 года.